# Вайсендорф
Вайсендорф (нім. Weißendorf) — громада в Німеччині, розташована в землі Тюрингія. Входить до складу району Грайц. Складова частина об'єднання громад =-Географі-==.
Площа — 3,60 км2. Населення становить 326 ос. (станом на 31 грудня 2021).